# Auersthal
Auersthal ist eine Marktgemeinde mit 1988 Einwohnern (Stand 1. Jänner 2024) in Niederösterreich, Bezirk Gänserndorf.

## Geografie
Auersthal liegt im niederösterreichischen Weinviertel, etwa zehn Kilometer östlich von Wolkersdorf. Die Fläche der Marktgemeinde umfasst 15,19 Quadratkilometer. Davon sind drei Viertel landwirtschaftliche Nutzfläche, vier Prozent Weingärten und drei Prozent der Fläche sind bewaldet.

### Gemeindegliederung
Es gibt nur die Katastralgemeinde Auersthal.

### Nachbargemeinden
| Wolkersdorf (Bezirk Mistelbach) | Groß-Schweinbarth                           | Matzen-Raggendorf       |
| Bockfließ (Bezirk Mistelbach)   | Kompassrose, die auf Nachbargemeinden zeigt |                         |
|                                 | Strasshof                                   | Schönkirchen-Reyersdorf |

## Geschichte
Im Rahmen der Geschichte Niederösterreichs wurde Auersthal etwa um 1050 im Zuge einer Siedlungswelle aus Bayern gegründet. 1140 wurde der Ort erstmals als „Urolfstal“ urkundlich erwähnt. 1485 wurden Auersthal und der Nachbarort Aichstauden von den Ungarn niedergebrannt. 1529 plünderten die Türken den Ort und 1645 waren schwedische Soldaten in Auersthal. Nach den Franzosen 1805 und 1809 kamen die Preußen 1866 in den Ort. Im Jahr 1822 wurde der Ort als Dorf mit 165 Häusern genannt, das über eine Pfarre und eine Schule verfügte. Die Herrschaft Wolkersdorf besaß die Ortsobrigkeit und besorgte die Konskription. Die Landgerichtsbarkeit wurde von der Herrschaft Marchegg ausgeübt. Die Untertanen und Grundholde des Ortes gehörten den Herrschaften Wolkersdorf, Bockfließ, Niederleis, Schweinbarth, Matzen, Großrußbach und Raggendorf sowie den Pfarren Himberg und Bockfließ. Der Erste Weltkrieg brachte viel Not und Elend. Laut Adressbuch von Österreich waren im Jahr 1938 in der Ortsgemeinde Auersthal ein Arzt, ein Tierarzt, vier Bäcker, zwei Binder, zwei Brunnenbauer, ein Dachdecker, drei Fleischer, zwei Friseure, vier Gastwirte, neun Gemischtwarenhändler, zwei Glaser, zwei Hebammen, zwei Installateure, eine Kurzwarenhändlerin, ein Landesproduktehändler, zwei Maler, drei Maurermeister, eine Modistin, ein Obsthändler, ein Fotograf, zwei Sattler, drei Schlosser, drei Schmiede, ein Schneider und drei Schneiderinnen, zwei Schnittwarenhändlerinnen, sieben Schuster, sechs Trafikanten, ein Tapezierer, drei Tischler, ein Viehhändler, ein Wagner, ein Weinhändler, ein Zimmermeister und ein Landwirt ansässig. Weiters gab es im Ort ein Kino. Auch der Zweite Weltkrieg verschonte Auersthal nicht. Von 1945 bis 1955 gehörte Auersthal zur sowjetischen Besatzungszone. Seit der zweiten Hälfte des 20. Jahrhunderts blüht der Ort auf und ist heute eine moderne Fremdenverkehrsgemeinde in der Nähe der Bundeshauptstadt Wien.

### Einwohnerentwicklung
| Auersthal: Einwohnerzahlen von 1869 bis 2024 | Auersthal: Einwohnerzahlen von 1869 bis 2024 | Auersthal: Einwohnerzahlen von 1869 bis 2024 | Auersthal: Einwohnerzahlen von 1869 bis 2024 | Auersthal: Einwohnerzahlen von 1869 bis 2024 |
| -------------------------------------------- | -------------------------------------------- | -------------------------------------------- | -------------------------------------------- | -------------------------------------------- |
| Jahr                                         |                                              |                                              |                                              | Einwohner                                    |
| 1869                                         | 1869                                         |                                              | 1.273                                        | 1.273                                        |
| 1880                                         | 1880                                         |                                              | 1.518                                        | 1.518                                        |
| 1890                                         | 1890                                         |                                              | 1.812                                        | 1.812                                        |
| 1900                                         | 1900                                         |                                              | 1.956                                        | 1.956                                        |
| 1910                                         | 1910                                         |                                              | 2.009                                        | 2.009                                        |
| 1923                                         | 1923                                         |                                              | 1.956                                        | 1.956                                        |
| 1934                                         | 1934                                         |                                              | 1.915                                        | 1.915                                        |
| 1939                                         | 1939                                         |                                              | 1.849                                        | 1.849                                        |
| 1951                                         | 1951                                         |                                              | 1.754                                        | 1.754                                        |
| 1961                                         | 1961                                         |                                              | 1.862                                        | 1.862                                        |
| 1971                                         | 1971                                         |                                              | 1.892                                        | 1.892                                        |
| 1981                                         | 1981                                         |                                              | 1.764                                        | 1.764                                        |
| 1991                                         | 1991                                         |                                              | 1.804                                        | 1.804                                        |
| 2001                                         | 2001                                         |                                              | 1.869                                        | 1.869                                        |
| 2011                                         | 2011                                         |                                              | 1.849                                        | 1.849                                        |
| 2021                                         | 2021                                         |                                              | 1.973                                        | 1.973                                        |
| 2024                                         | 2024                                         |                                              | 1.988                                        | 1.988                                        |
| Quelle(n): Statistik Austria                 |                                              |                                              |                                              |                                              |

## Kultur und Sehenswürdigkeiten

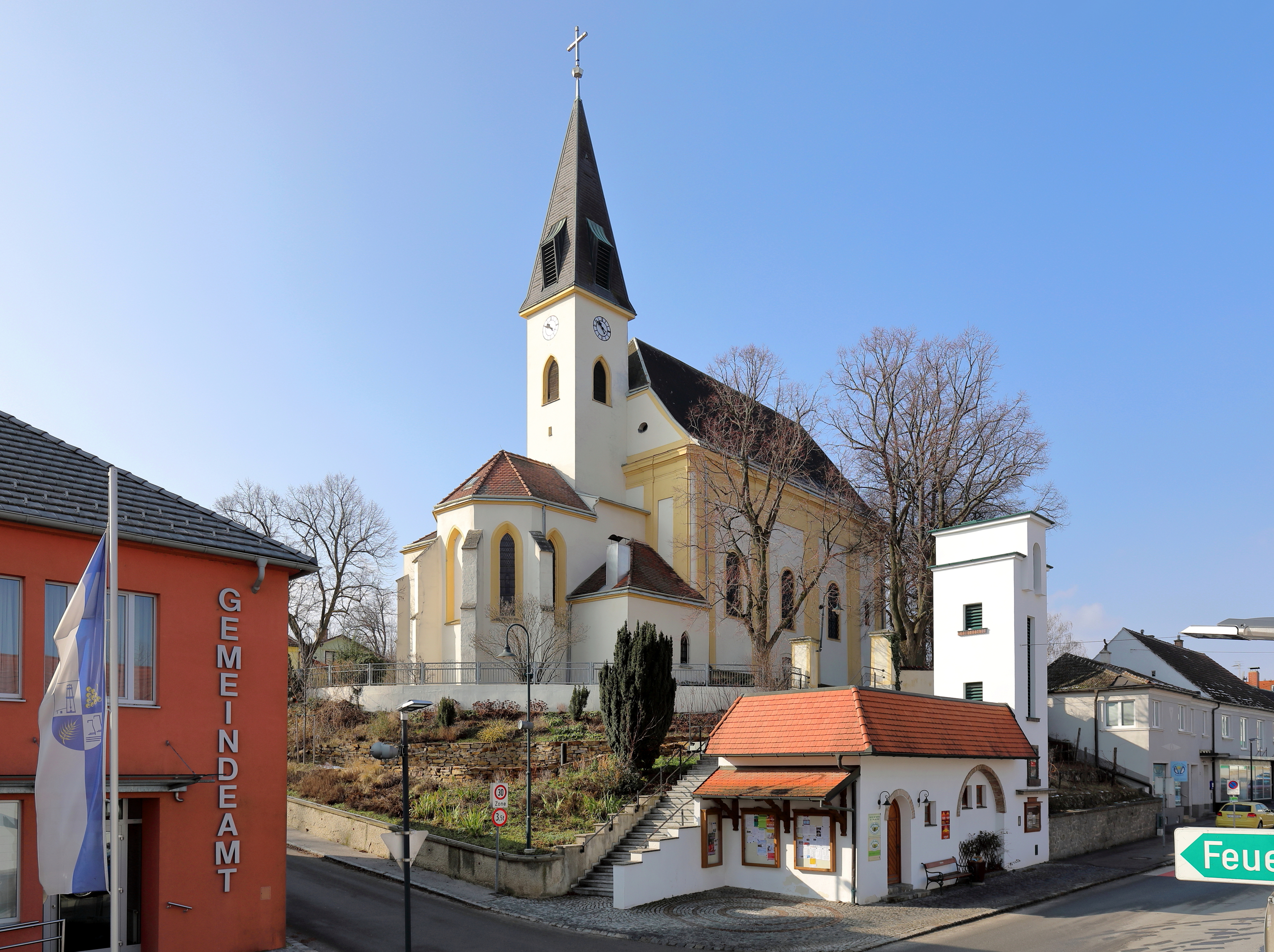
Pfarrkirche Auersthal

- Katholische Pfarrkirche Auersthal hl. Nikolaus
- Besonders hervorzuheben sind die Kapellen, Marterl und Bildstöcke in und um Auersthal. Sie werden von den Bürgern liebevoll gepflegt und der Dorferneuerungsverein hat alle in einer farbigen Broschüre katalogisiert.
- Das Gemeindeamt wurde im Jahr 2003 generalsaniert.
- Theatergruppe Auersthal: Der im Jahre 1983 gegründete Verein Theatergruppe Auersthal bringt jedes Jahr im November ein Theaterstück zur Aufführung.
- In Auersthal gibt es einen Musikverein mit Musikschule und einen Kirchenchor.

## Wirtschaft und Infrastruktur
In Auersthal befindet sich die zentrale Überwachungsstation für Erdgastransport und -lagerung der OMV in Österreich.

### Wirtschaftssektoren
In den Jahren 1999 bis 2010 nahm die Anzahl der landwirtschaftlichen Betriebe von 126 auf 69 ab. Davon blieben 36 Haupterwerbsbauern, die 86 Prozent der Flächen bewirtschafteten. Im Produktionssektor arbeiteten 134 Erwerbstätige in der Bauwirtschaft, 75 im Bereich Herstellung von Waren und 53 im Bergbau. Die wichtigsten Arbeitgeber des Dienstleistungssektors waren die Bereiche soziale und öffentliche Dienste (78), Verkehr (35) und der Handel (34 Mitarbeiter).
| Wirtschaftssektor            | Anzahl Betriebe | Anzahl Betriebe | Erwerbstätige | Erwerbstätige |
| Wirtschaftssektor            | 2011            | 2001            | 2011          | 2001          |
| ---------------------------- | --------------- | --------------- | ------------- | ------------- |
| Land- und Forstwirtschaft 1) | 69              | 126             | 62            | 62            |
| Produktion                   | 29              | 17              | 262           | 229           |
| Dienstleistung               | 76              | 52              | 207           | 231           |

1) Betriebe mit Fläche in den Jahren 2010 und 1999

### Öffentliche Einrichtungen
In der Gemeinde gibt es einen Kindergarten, eine Volksschule und eine Neue Mittelschule.

### Verkehr
Südlich des Ortes befand sich bis 2019 eine Haltestelle der Stammersdorfer Lokalbahn.

## Politik

### Gemeinderat
Der Gemeinderat hat 19 Mitglieder.
- Nach den Gemeinderatswahlen in Niederösterreich 1990 hatte der Gemeinderat folgende Verteilung: 10 ÖVP, 8 SPÖ und 1 FPÖ.
- Nach den Gemeinderatswahlen in Niederösterreich 1995 hatte der Gemeinderat folgende Verteilung: 11 ÖVP, 7 SPÖ und 1 FPÖ.[10]
- Nach den Gemeinderatswahlen in Niederösterreich 2000 hatte der Gemeinderat folgende Verteilung: 11 ÖVP, 7 SPÖ und 1 FPÖ.[11]
- Nach den Gemeinderatswahlen in Niederösterreich 2005 hatte der Gemeinderat folgende Verteilung: 11 ÖVP und 8 SPÖ.[12]
- Nach den Gemeinderatswahlen in Niederösterreich 2010 hatte der Gemeinderat folgende Verteilung: 10 ÖVP und 9 SPÖ.[13]
- Nach den Gemeinderatswahlen in Niederösterreich 2015 hatte der Gemeinderat folgende Verteilung: 12 ÖVP und 7 SPÖ.[14]
- Nach den Gemeinderatswahlen in Niederösterreich 2020 hatte der Gemeinderat folgende Verteilung: 13 ÖVP und 6 SPÖ.[15]
- Nach den Gemeinderatswahlen in Niederösterreich 2025 hat der Gemeinderat folgende Verteilung: 10 ÖVP, 7 SPÖ und 2 FPÖ.[16]

### Bürgermeister
- 1950–1975 Franz Hager
- 1990–2010 Ferdinand Fürhacker (ÖVP)
- seit 2010 Erich Hofer (ÖVP)[17]

### Partnergemeinde
Partnergemeinde von Auersthal ist seit 1978 Aistersheim in Oberösterreich.

## Persönlichkeiten

### Ehrenbürger
- Franz Hager (1913–2003), Bürgermeister[19]
- 2018: Ferdinand Fürhacker, Bürgermeister[20]

### Söhne und Töchter der Gemeinde
- Michael Berthold (1882–1956), Gewerkschafter und Politiker